# Sijtse Jansma
Sijtse Jansma, född den 22 maj 1898 i Leeuwarden, död den 4 december 1977 i Amsterdam, var en holländsk dragkampare. Vid olympiska sommarspelen 1920, som var de sista OS-tävlingar där dragkamp ingick, vann han en silvermedalj med det holländska laget i dragkamp.